# مسلم مسیگر
مسلم مسیگر (زادهٔ ۲۶ شهریور ۱۳۶۳-بوشهر) بازیکن فوتبال ساحلی اهل ایران است کاپیتان باشگاه فوتبال ساحلی دریانوردان بوشهر و کاپیتان سابق تیم ملی فوتبال ساحلی ایران در پست مهاجم بازی می‌کند.
وی شمارهٔ ۱۰ تیم ملی را برتن می‌ کرد و سابقهٔ آقای گلی در مسابقات آسیایی را نیز در کارنامه دارد.

## افتخارات
از افتخارات مسیگر می‌توان به
- بهترین بازیکن جام بین قاره ای در سال ۲۰۱۳
- آقای گل جام بین قاره ای در سال ۲۰۱۴
- بهترین بازیکن جام جهانی فوتبال ساحلی باهاما در سال ۲۰۱۷
- بازیکن منتخب جهان در سال ۲۰۱۷
- آقای پرشین کاپ ۲۰۱۸ و چندین دوره قهرمانی در جام بین قاره ای و قهرمانی در جام ملت های آسیا فوتبال ساحلی و سومی جام جهانی فوتبال ساحلی و کاپیتانی تیم ملی فوتبال ساحلی ایران اشاره کرد

اشاره کرد.